# Cryptantha granulosa
Cryptantha granulosa là loài thực vật có hoa trong họ Mồ hôi. Loài này được (Ruiz & Pav.) I.M.Johnst. mô tả khoa học đầu tiên năm 1923.